# Ladislav Matuš
Ladislav Matuš (3. prosince 1900 – ) byl český fotbalista, obránce.

## Fotbalová kariéra
Hrál za SK Viktoria Žižkov. V nejvyšší soutěži nastoupil v letech 1925-1928 za Viktorii Žižkov ve 30 utkáních a dal 1 gól.

## Ligová bilance
| Ročník                                       | Zápasy | Góly | Klub               |
| -------------------------------------------- | ------ | ---- | ------------------ |
| Asociační liga 1925                          | 6      | 1    | SK Viktoria Žižkov |
| Středočeská 1. liga 1925/1926                | 14     | 0    | SK Viktoria Žižkov |
| Kvalifikační soutěž Středočeské 1. ligy 1927 | 6      | 0    | SK Viktoria Žižkov |
| Středočeská 1. liga 1927/1928                | 4      | 0    | SK Viktoria Žižkov |
| CELKEM                                       | 30     | 1    |                    |